# Reptile World Tour
Die Reptile World Tour [ˈrɛptaɪl wɜːld tʊə] (englisch für „Reptilien-Welttournee“) war eine einjährige Konzerttournee des britischen Rockmusikers Eric Clapton. Die Tour begann am 3. Februar 2001 in der Royal Albert Hall und endete am 15. Dezember 2001 in der Yokohama Arena. Clapton trug neben seinen Hitsongs auch neue Stücke aus dem Reptile-Album vor. Die Welttournee bestand aus 108 geplanten Konzerten, von denen vier abgesagt wurden.
Der Brite trat seit der Journeyman World Tour (1989–1991) erstmals wieder in Südamerika auf. Darunter spielte Clapton während der Tournee im Jahr 2001 zum ersten Mal in den Ländern Russland, Venezuela und Mexiko. Insgesamt trat Clapton vor mehr als 1,68 Millionen Besuchern auf und nahm mehr als 80 Millionen US-Dollar ein. Obwohl Clapton im Jahr 2001 bekannt gab, dass es seine letzte große Welttournee sein sollte, bestritt er in den Jahren 2010 und 2011 eine weitere große Welttournee.

## Tourneegeschehen
Clapton begann die Tournee mit sechs Konzerten, von denen eines am 7. Februar abgesagt werden musste, da er krank war. Nach seinem Stand in London spielte der Brite drei weitere Konzerte im Vereinigten Königreich bis Mitte Februar. Danach reiste Clapton intensiv bis Mitte April durch Europa und besuchte unter anderem erneut Länder wie Portugal, Spanien und Finnland, in denen er bislang nur sporadisch auftrat. Mit den Konzerten am 8., 10. und 11. April feierte Clapton eine Premiere in Russland. Er trat zuvor nicht in dem Land auf. Das Land Österreich und Staaten des ehemaligen Ostblocks bereiste Clapton nicht. Soweit bekannt, waren alle Konzerte in Europa ausverkauft. Bis Anfang Mai legte Clapton eine Pause ein.
Von Mai bis August tourte Clapton durch Nordamerika und spielte dabei auch zwei ausverkaufte Konzerte in Kanada. In den Vereinigten Staaten trat Clapton allein 42-mal auf und erzielte allein in Nordamerika Einnahmen von 44.346.504 US-Dollar bei 860.827 Konzertbesuchern in den USA, was die Reptile World Tour zur siebt-erfolgreichsten Konzerttournee im Land machte. Am 7. Juli unterbrach Clapton seine US-Tour jedoch kurz, um gemeinsam mit der Band du Lac (unter anderem mit Mike Rutherford und Gary Brooker) aufzutreten. Highlights während der Konzerte in den Staaten waren zwei ausverkaufte Konzerte im Fleet Center, Boston und im Staples Center, Los Angeles. Die drei Konzerte im New Yorker Madison Square Garden waren nahezu ausverkauft.
Im Oktober trat Clapton zum ersten Mal seit 1990 wieder in Südamerika auf. Von 10 Konzerten mussten zwei aufgrund von Unstimmigkeiten mit der Regierung beziehungsweise mit den Veranstaltern in Kolumbien und Peru abgesagt werden. Trotzdem trat Clapton acht restlos ausverkaufte Konzerte in Argentinien, Brasilien, Uruguay, Venezuela, Chile und Mexiko an. Die Konzerte in Mexiko und Venezuela waren ebenfalls eine Premiere für Clapton, da er die Länder noch nie für Konzertbesuche vorher bereiste. Zu den zuschauerstärksten Veranstaltungen gehörten Auftritte im Estadio Nacional (50.982 Besucher), im Estádio do Pacaembu (62.450 Besucher) sowie im Foro Sol (55.000 Besucher). Am 20. Oktober reiste Clapton nach New York, um am Konzert für New York City teilzunehmen.
Mit siebzehn Konzerten in Asien wollte Clapton die Tournee beenden. Jedoch wurde das erste Konzert am 17. November in Taiwan erneut wegen Unstimmigkeiten mit der Promoter-Gesellschaft abgesagt. Der Brite hätte im Zhongshan Fußballstadion auftreten sollen, für die die rund 40.000 verfügbaren Karten schnell ausverkauft worden wären. So nahm die Tournee mit 16 Konzerten in Japan, darunter in Tokio, Osaka, Nagoya, Fukuoka, Tokio und Yokohama am 15. Dezember ihr Ende. Auch diese Konzerte wurden soweit bekannt gegeben komplett ausverkauft. Insgesamt verkauften sich 1.680.957 von 1.728.585 verfügbaren Tickets während der gesamten Welttournee (abgesagte Konzerte nicht enthalten).

## Setlist
Größtenteils trug Clapton während der Konzerte seine Hits wie Tears in Heaven, Layla, Change the World, Wonderful Tonight, Badge, I Shot the Sheriff und My Father’s Eyes, aber auch Blues-Standards wie Five Long Years, Hoochie Coochie Man, Have You Ever Loved a Woman, Key to the Highway und I Want a Little Girl vor. Wenn die Impressions während eines Konzertes dabei waren, spielte Clapton auch mehrfach Lieder wie Don’t Let Me Be Lonely Tonight und I Ain’t Gonna Stand for It aus dem Album Reptile, welche die Stimmen der Gesangsgruppe auf der Studioversion beinhalten. Ebenso trug Clapton Titel aus dem Album Pilgrim vor. Gewöhnlich wurde eine Show mit den Liedern Sunshine of Your Love und Somewhere Over The Rainbow beendet. Der Brite kündigte teilweise selbst seinem Publikum die Setlist an: „Wir werden einige Lieder aus der Vergangenheit und der Gegenwart spielen. Wir fingen mit ein paar neuen an und jetzt kommt ein alter […]“.

## Besetzung
Während der Tournee traten folgende Musiker und Gruppen auf.
| - Eric Clapton – Gitarre, Gesang - Doyle Bramhall II (Gast, Vorgruppe) – Gitarre, Gesang - David Sancious – Gitarre, Hintergrundgesang, Keyboard - Andy Fairweather Low – Gitarre, Hintergrundgesang - Nathan East – Bassgitarre, Hintergrundgesang - Steve Gadd – Schlagzeug | - Paulinho da Costa – Percussion - Billy Preston – Keyboard, Gesang (nur während US-Konzerten) - Greg Phillinganes – Keyboard (Ersatz für Billy Preston) - The Impressions – Hintergrundgesang - Jimmie Vaughan (Gast) – Gitarre, Gesang - Buddy Guy (Gast) – Gitarre, Gesang | - Miguel „Botafogo“ Vilanova – Gitarre, Gesang - Roberto Frejat (Vorgruppe) – Gitarre, Gesang - Biella Da Costa (Vorgruppe) – Gesang - Toto (Vorgruppe) - La Mississippi Blues Band (Vorgruppe) - Memphis La Blusera (Vorgruppe) |

## Konzerttermine
| Datum             | Stadt            | Land                   | Veranstaltungsort                | Besucherzahl                 | Einnahmen     |
| Europa            | Europa           | Europa                 | Europa                           | Europa                       | Europa        |
| ----------------- | ---------------- | ---------------------- | -------------------------------- | ---------------------------- | ------------- |
| 3. Februar 2001   | London           | Vereinigtes Konigreich | Royal Albert Hall                | N.N.                         | N.N.          |
| 4. Februar 2001   | London           | Vereinigtes Konigreich | Royal Albert Hall                | N.N.                         | N.N.          |
| 6. Februar 2001   | London           | Vereinigtes Konigreich | Royal Albert Hall                | N.N.                         | N.N.          |
| 7. Februar 2001   | London           | Vereinigtes Konigreich | Royal Albert Hall                | — (a)                        | — (a)         |
| 9. Februar 2001   | London           | Vereinigtes Konigreich | Royal Albert Hall                | N.N.                         | N.N.          |
| 10. Februar 2001  | London           | Vereinigtes Konigreich | Royal Albert Hall                | N.N.                         | N.N.          |
| 12. Februar 2001  | Sheffield        | Vereinigtes Konigreich | Sheffield Arena                  | 12.000 / 12.000              | $669.000      |
| 14. Februar 2001  | Manchester       | Vereinigtes Konigreich | Evening News Arena               | 11.150 / 11.150              | $621.623      |
| 16. Februar 2001  | Birmingham       | Vereinigtes Konigreich | LG Arena                         | 13.000 / 13.000              | $724.750      |
| 20. Februar 2001  | Lissabon         | Portugal               | Pavilhão Atlântico               | 16.426 / 16.426              | $584.765      |
| 22. Februar 2001  | Madrid           | Spanien                | Palacio de los Deportes          | 29.800 / 29.800              | $1.116.012    |
| 23. Februar 2001  | Madrid           | Spanien                | Palacio de los Deportes          | 29.800 / 29.800              | $1.116.012    |
| 25. Februar 2001  | Barcelona        | Spanien                | Palau Sant Jordi                 | 23.292 / 23.292              | $1.106.370    |
| 26. Februar 2001  | Toulouse         | Frankreich             | Le Zénith                        | 13.545 / 13.545              | $653.890      |
| 28. Februar 2001  | Florenz          | Italien                | Palasport                        | 7.500 / 7.500                | $197.500      |
| 2. März 2001      | Mailand          | Italien                | Fila Forum                       | 13.071 / 13.071              | $330.958      |
| 3. März 2001      | Pesaro           | Italien                | BPA Palas                        | 13.967 / 13.967              | $360.628      |
| 5. März 2001      | Zürich           | Schweiz                | Hallenstadion                    | 13.500 / 13.500              | $814.590      |
| 6. März 2001      | Stuttgart        | Deutschland            | Schleyer-Halle                   | 15.500 / 15.500              | $789.105      |
| 8. März 2001      | Köln             | Deutschland            | Cologne Arena                    | 19.500 / 19.500              | $847.052      |
| 9. März 2001      | Frankfurt        | Deutschland            | Festhalle                        | 13.500 / 13.500              | $701.866      |
| 20. März 2001     | Paris            | Frankreich             | Palais Omnisports de Paris-Bercy | 32.000 / 32.000              | $2.309.708    |
| 21. März 2001     | Paris            | Frankreich             | Palais Omnisports de Paris-Bercy | 32.000 / 32.000              | $2.309.708    |
| 23. März 2001     | Gent             | Belgien                | Flanders Expo                    | 18.000 / 18.000              | $638.460      |
| 25. März 2001     | Rotterdam        | Niederlande            | Ahoy Rotterdam                   | 31.570 / 31.570              | $1.944.944    |
| 26. März 2001     | Rotterdam        | Niederlande            | Ahoy Rotterdam                   | 31.570 / 31.570              | $1.944.944    |
| 28. März 2001     | Kopenhagen       | Danemark               | Forum                            | 13.600 / 13.600              | $884.000      |
| 29. März 2001     | Kopenhagen       | Danemark               | Forum                            | 13.600 / 13.600              | $884.000      |
| 31. März 2001     | Göteborg         | Schweden               | Scandinavium                     | 10.000 / 10.000              | $721.833      |
| 1. April 2001     | Oslo             | Norwegen               | Spektrum                         | 8.000 / 8.000                | $489.643      |
| 3. April 2001     | Stockholm        | Schweden               | Globen                           | 15.864 / 15.864              | $1.248.500    |
| 5. April 2001     | Helsinki         | Finnland               | Hartwall Arena                   | 29.980 / 29.980              | $944.700      |
| 6. April 2001     | Helsinki         | Finnland               | Hartwall Arena                   | 29.980 / 29.980              | $944.700      |
| 8. April 2001     | Sankt Petersburg | Russland               | Ice Palace                       | 10.000 / 10.000              | $665.975      |
| 10. April 2001    | Moskau           | Russland               | Kremlin Convention Centre        | 13.000 / 13.000              | $450.000      |
| 11. April 2001    | Moskau           | Russland               | Kremlin Convention Centre        | 13.000 / 13.000              | $450.000      |
| Nordamerika       |                  |                        |                                  |                              |               |
| 10. Mai 2001      | Dallas           | Vereinigte Staaten     | Reunion Arena                    | 13.390 / 13.390              | $822.840      |
| 12. Mai 2001      | San Antonio      | Vereinigte Staaten     | Alamo Dome                       | 12.667 / 14.000              | $691.110      |
| 14. Mai 2001      | Houston          | Vereinigte Staaten     | Compaq Center                    | 10.061 / 11.000              | $661.000      |
| 15. Mai 2001      | New Orleans      | Vereinigte Staaten     | New Orleans Arena                | N.N.                         | N.N.          |
| 18. Mai 2001      | Sunrise          | Vereinigte Staaten     | National Car Rental Center       | N.N.                         | N.N.          |
| 19. Mai 2001      | Tampa            | Vereinigte Staaten     | Ice Palace Arena                 | N.N.                         | N.N.          |
| 21. Mai 2001      | Atlanta          | Vereinigte Staaten     | Philips Arena                    | N.N.                         | N.N.          |
| 22. Mai 2001      | Memphis          | Vereinigte Staaten     | The Pyramid                      | N.N.                         | N.N.          |
| 24. Mai 2001      | Nashville        | Vereinigte Staaten     | Gaylord Entertainment Center     | 11.518 / 13.000              | $654.120      |
| 25. Mai 2001      | Charlotte        | Vereinigte Staaten     | Charlotte Coliseum               | N.N.                         | N.N.          |
| 27. Mai 2001      | Washington       | Vereinigte Staaten     | MCI Center                       | N.N.                         | N.N.          |
| 30. Mai 2001      | University Park  | Vereinigte Staaten     | Bryce Jordan Center              | N.N.                         | N.N.          |
| 1. Juni 2001      | Columbus         | Vereinigte Staaten     | Nationwide Arena                 | N.N.                         | N.N.          |
| 2. Juni 2001      | Indianapolis     | Vereinigte Staaten     | Conseco Fieldhouse               | N.N.                         | N.N.          |
| 4. Juni 2001      | Cleveland        | Vereinigte Staaten     | Gund Arena                       | N.N.                         | N.N.          |
| 6. Juni 2001      | Auburn Hills     | Vereinigte Staaten     | Palace of Auburn Hills           | 16.540 / 20.602              | $973.777      |
| 9. Juni 2001      | Toronto          | Kanada                 | Air Canada Centre                | 19.875 / 19.875              | $1.574.600    |
| 11. Juni 2001     | Boston           | Vereinigte Staaten     | Fleet Center                     | 29.794 / 29.794              | $1.894.300    |
| 12. Juni 2001     | Boston           | Vereinigte Staaten     | Fleet Center                     | 29.794 / 29.794              | $1.894.300    |
| 15. Juni 2001     | Buffalo          | Vereinigte Staaten     | HSBC Arena                       | 15.991 / 15.991              | $856.390      |
| 16. Juni 2001     | Albany           | Vereinigte Staaten     | Pepsi Arena                      | 12.833 / 13.511              | $778.975      |
| 17. Juni 2001     | Philadelphia     | Vereinigte Staaten     | First Union Center               | N.N.                         | N.N.          |
| 21. Juni 2001     | New York         | Vereinigte Staaten     | Madison Square Garden            | 46.541 / 47.013              | $3.268.203    |
| 22. Juni 2001     | New York         | Vereinigte Staaten     | Madison Square Garden            | 46.541 / 47.013              | $3.268.203    |
| 23. Juni 2001     | New York         | Vereinigte Staaten     | Madison Square Garden            | 46.541 / 47.013              | $3.268.203    |
| 17. Juli 2001     | St. Paul         | Vereinigte Staaten     | Xcel Energy Center               | 16.027 / 16.027              | $1.071.371    |
| 19. Juli 2001     | Fargo            | Vereinigte Staaten     | Fargo Dome                       | N.N.                         | N.N.          |
| 21. Juli 2001     | Milwaukee        | Vereinigte Staaten     | Bradley Center                   | N.N.                         | N.N.          |
| 22. Juli 2001     | St. Louis        | Vereinigte Staaten     | Savvis Center                    | N.N.                         | N.N.          |
| 24. Juli 2001     | Chicago          | Vereinigte Staaten     | United Center                    | 21.716 / 25.000              | $1.390.302    |
| 25. Juli 2001     | Chicago          | Vereinigte Staaten     | United Center                    | 21.716 / 25.000              | $1.390.302    |
| 27. Juli 2001     | Moline           | Vereinigte Staaten     | Mark of the Quad Cities          | N.N.                         | N.N.          |
| 28. Juli 2001     | Kansas City      | Vereinigte Staaten     | Kemper Arena                     | 13.129 / 14.140              | $859.525      |
| 30. Juli 2001     | Denver           | Vereinigte Staaten     | Pepsi Center                     | 15.651 / 15.651              | $1.079.050    |
| 1. August 2001    | Salt Lake City   | Vereinigte Staaten     | Delta Center                     | N.N.                         | N.N.          |
| 2. August 2001    | Nampa            | Vereinigte Staaten     | Idaho Center                     | N.N.                         | N.N.          |
| 4. August 2001    | Seattle          | Vereinigte Staaten     | Key Arena                        | N.N.                         | N.N.          |
| 5. August 2001    | Vancouver        | Kanada                 | General Motors Place             | 19.865 / 19.865              | $2.375.754    |
| 7. August 2001    | Portland         | Vereinigte Staaten     | Rose Garden Arena                | N.N.                         | N.N.          |
| 10. August 2001   | Sacramento       | Vereinigte Staaten     | ARCO Arena                       | N.N.                         | N.N.          |
| 11. August 2001   | Oakland          | Vereinigte Staaten     | Oakland Arena                    | N.N.                         | N.N.          |
| 13. August 2001   | Las Vegas        | Vereinigte Staaten     | Thomas & Mack Center             | N.N.                         | N.N.          |
| 15. August 2001   | Phoenix          | Vereinigte Staaten     | America West Arena               | 18.057 / 18.057              | $1.733.472    |
| 17. August 2001   | Los Angeles      | Vereinigte Staaten     | Staples Center                   | 28.600 / 28.600              | $2.178.130    |
| 18. August 2001   | Los Angeles      | Vereinigte Staaten     | Staples Center                   | 28.600 / 28.600              | $2.178.130    |
| Südamerika        |                  |                        |                                  |                              |               |
| 4. Oktober 2001   | Santiago         | Chile                  | Estadio Nacional                 | 50.982 / 50.982              | $1.549.661    |
| 6. Oktober 2001   | Buenos Aires     | Argentinien            | Estadio River Plate              | 35.000 / 35.000              | $1.065.750    |
| 8. Oktober 2001   | Montevideo       | Uruguay                | Cilindro Municipal               | 18.183 / 18.183              | $553.672      |
| 10. Oktober 2001  | Porto Alegre     | Brasilien              | Estádio Olímpico                 | 33.567 / 33.567              | $1.022.115    |
| 11. Oktober 2001  | São Paulo        | Brasilien              | Estádio do Pacaembu              | 62.450 / 62.450              | $1.901.602    |
| 13. Oktober 2001  | Rio de Janeiro   | Brasilien              | Praça da Apoteose                | 51.809 / 51.809              | $1.577.584    |
| 15. Oktober 2001  | Bogotá           | Kolumbien              | Estádio El Campín                | — (b)                        | — (b)         |
| 16. Oktober 2001  | Caracas          | Venezuela 1954         | Poliedro de Caracas              | 15.372 / 15.372              | $468.077      |
| 17. Oktober 2001  | Lima             | Peru                   | Estadio Nacional                 | — (c)                        | — (c)         |
| 19. Oktober 2001  | Mexico City      | Mexiko                 | Foro Sol                         | 55.000 / 55.000              | $1.674.750    |
| Asien             |                  |                        |                                  |                              |               |
| 17. November 2001 | Taipeh           | Taiwan                 | Zhongshan                        | — (d)                        | — (d)         |
| 19. November 2001 | Osaka            | Japan                  | Ōsaka-jō Hall                    | 36.963 / 36.963              | $1.942.407    |
| 21. November 2001 | Osaka            | Japan                  | Ōsaka-jō Hall                    | 36.963 / 36.963              | $1.942.407    |
| 22. November 2001 | Osaka            | Japan                  | Ōsaka-jō Hall                    | 36.963 / 36.963              | $1.942.407    |
| 24. November 2001 | Nagoya           | Japan                  | Aichiken Taiikukan               | 7.005 / 7.005                | $458.621      |
| 26. November 2001 | Fukuoka          | Japan                  | Convention Center                | 15.140 / 15.140              | $795.607      |
| 28. November 2001 | Tokio            | Japan                  | Nippon Budōkan                   | N.N.                         | N.N.          |
| 29. November 2001 | Tokio            | Japan                  | Nippon Budōkan                   | N.N.                         | N.N.          |
| 30. November 2001 | Tokio            | Japan                  | Nippon Budōkan                   | N.N.                         | N.N.          |
| 3. Dezember 2001  | Tokio            | Japan                  | Nippon Budōkan                   | N.N.                         | N.N.          |
| 4. Dezember 2001  | Tokio            | Japan                  | Nippon Budōkan                   | N.N.                         | N.N.          |
| 5. Dezember 2001  | Tokio            | Japan                  | Nippon Budōkan                   | N.N.                         | N.N.          |
| 8. Dezember 2001  | Sendai           | Japan                  | Grande 21                        | 6.984 / 6.984                | $439.531      |
| 10. Dezember 2001 | Tokio            | Japan                  | Nippon Budōkan                   | N.N.                         | N.N.          |
| 11. Dezember 2001 | Tokio            | Japan                  | Nippon Budōkan                   | N.N.                         | N.N.          |
| 14. Dezember 2001 | Yokohama         | Japan                  | Yokohama Arena                   | 34.000 / 34.000              | $2.541.978    |
| 15. Dezember 2001 | Yokohama         | Japan                  | Yokohama Arena                   | 34.000 / 34.000              | $2.541.978    |
| Zusammenfassung   | Zusammenfassung  | Zusammenfassung        | Zusammenfassung                  | 1.680.957 / 1.728.585 (97 %) | + $80.875.564 |